# They Want Me Dead
They Want Me Dead (Originaltitel: Those Who Wish Me Dead) ist ein Thriller von Taylor Sheridan, der am 14. Mai 2021 in die US-amerikanischen Kinos kam. Es handelt sich um eine Verfilmung des gleichnamigen Romans von Michael Koryta aus dem Jahr 2014. Der Film erschien in Deutschland am 3. Juni als PVoD, am 8. Juli in den deutschschweizer Kinos und am 17. Juni 2021 in den deutschen Kinos.

## Handlung
Hannah Faber, eine Feuerspringerin, gibt sich die Schuld am Tod dreier Jungen, die bei einem Waldbrand getötet wurden, den sie nicht verhindern konnte. Sie befindet sich jetzt in einem Feuerwachturm mitten in der Wildnis Montanas. Währenddessen erfährt Owen Casserly, ein  forensischer Buchhalter, von dem Tod seines Chefs und dessen Familie bei einer offensichtlichen Gasexplosion. Sie wurden tatsächlich von den Brüdern und Attentätern Jack und Patrick Blackwell ermordet.
Er glaubt, dass er als Nächster ins Visier genommen wird, und geht mit seinem Sohn Connor auf die Flucht, um bei seinem Schwager Ethan Sawyer, einem stellvertretenden Sheriff und Hannahs Ex-Freund, Zuflucht zu suchen. Sie werden von den Blackwells überfallen, die sie von der Straße auf eine Klippe zwingen, indem sie auf sie schießen. Als Owen stirbt, gibt er Connor Beweise gegen den Arbeitgeber der Blackwells, Mafia-Boss Arthur Phillip, und fordert ihn auf, zu fliehen, bevor er erschossen wird.
Ethan entdeckt Owens Autowrack. Währenddessen stößt Hannah zufällig auf Connor. Connor begleitet Hannah zurück zum Turm, um Hilfe zu rufen. Die Blackwells werden von Arthur angewiesen, Connor zu jagen und ihn zu töten. Um die Polizei abzulenken, entfachen sie einen Waldbrand. Sie gehen zu Ethans Haus und glauben, dass Connor dorthin geflohen ist. Dort verhören sie die schwangere Frau von Ethan, Allison, aber sie wehrt sie ab und kann entkommen.
Das Funkgerät am Turm wird durch einen Blitzschlag zerstört. Hannah versucht daraufhin, Connor zu Fuß in die Stadt zu bringen, wird jedoch beim Überqueren eines Feldes vom Blitz getroffen. Sie kehren um, denn das Feuer versperrt ihnen den Weg. Ethan kehrt mit dem Sheriff nach Hause zurück, nachdem er von Allison in einem Anruf alarmiert worden ist, dass etwas nicht stimmt. Die Blackwells töten den Sheriff und zwingen Ethan, sie durch den Wald zu führen.
Sie stoßen auf Hannahs Turm und Ethan ist gezwungen, den Feuerwachturm zu durchsuchen, während er von einem Baum aus beobachtet wird. Hannah und Connor verstecken sich, während Ethan versucht, den Feuerwachturm leer erscheinen zu lassen. Patrick bemerkt jedoch, dass Ethan spricht, und sie beginnen, in den Turm zu schießen und Ethan zu verletzen, aber Hannah und Connor schaffen es zu fliehen. Die Blackwells versuchen ihnen zu folgen, werden aber gestoppt, als Allison, nachdem sie sie aufgespürt hat, auf sie schießt. Patrick und Jack trennen sich. Patrick verfolgt Hannah und Connor und Jack versucht Allison zu töten. Diese schafft es aber, Jack zu erschießen.
Connor rennt voraus, während Hannah Patrick ablenkt, aber Connor kehrt zurück, nachdem Patrick sie fast getötet hat. Es kommt zu einem Kampf, in dem Hannah Patrick verletzt und ihn im herannahenden Feuer verbrennen lässt. Allison vereint sich mit Ethan im Turm, aber sie sind vom Feuer gefangen. Sie setzen Sauerstoffmasken auf und halten sich gegenseitig fest. Hannah und Connor können entkommen, indem sie in einen Bach springen und unter Wasser zusehen, wie das Feuer den Wald verschlingt.
Nachdem am Morgen das Feuer ausgebrannt ist, werden die Überlebenden gerettet, als Hannahs altes Team von Feuerspringern eintrifft, um sie, Connor und Allison zu retten. Ethan ist bereits an seinen früheren Verletzungen gestorben. Später, als Rettungsdienste und Fernsehteams eintreffen, bereitet sich Connor darauf vor, die Beweise seines Vaters den Medien zu übergeben, während er von Hannah getröstet wird, die verspricht, ihm in seiner ungewissen Zukunft zu helfen.

## Produktion
Der Film basiert auf dem Kriminalroman Those Who Wish Me Dead von Michael Koryta aus dem Jahr 2014.
Regie führte Taylor Sheridan, der gemeinsam mit Koryta auch dessen Roman für den Film adaptierte.
Angelina Jolie übernahm die Rolle von Hannah Faber. In weiteren Rollen sind Nicholas Hoult, Jon Bernthal, Aidan Gillen, James Jordan und der Newcomer Finn Little zu sehen.
Die Filmmusik komponierte Brian Tyler. Das Soundtrack-Album mit insgesamt 17 Musikstücken wurde am 7. Mai 2021 von WaterTower Music als Download veröffentlicht.
Ab 3. Juni 2021 wurde der Film in Deutschland bei Sky gezeigt und war gleichzeitig als Premium Download zum Leihen und Kaufen erhältlich. In die US-amerikanischen Kinos sollte der Film eigentlich am 23. Oktober 2020 kommen, der Start wurde aber auf den 14. Mai 2021 verschoben. Ab demselben Tag war der Film außerdem für einen Monat ohne Aufpreis auf HBO Max verfügbar.

## Synchronisation
Die deutschsprachige Synchronisation entstand bei der Interopa Film GmbH in Berlin unter Dialogbuch und -regie von Stefan Fredrich.
| Rollenname     | Schauspieler    | Synchronsprecher         |
| -------------- | --------------- | ------------------------ |
| Hannah         | Angelina Jolie  | Claudia Urbschat-Mingues |
| Ethan Sawyer   | Jon Bernthal    | Martin Kautz             |
| Allison Sawyer | Medina Senghore | Elisa Bannat             |
| Patrick        | Nicholas Hoult  | Ozan Ünal                |
| Jack           | Aidan Gillen    | Alexander Brem           |
| Owen           | Jake Weber      | Peter Flechtner          |
| Connor         | Finn Little     | Bela Seidler             |
| Ben            | James Jordan    | Sven Brieger             |
| Arthur         | Tyler Perry     | Matti Klemm              |

## Rezeption

### Altersfreigabe
In den USA erhielt der Film von der MPAA ein R-Rating, was einer Freigabe ab 17 Jahren entspricht. In Deutschland wurde der Film von der FSK ab 12 Jahren freigegeben. In der Freigabebegründung heißt es, die Handlung des Films sei klar strukturiert und biete einen Wechsel zwischen Spannungs- und Actionszenen sowie ruhigeren Passagen. Für junge Zuschauer biete sich der Protagonist dabei als starke Identifikationsfigur an, und die klare Aufteilung in vorbildhafte gute Figuren und Bösewichte, viele ruhige Passagen und das absehbare Happy End federten die dramaturgisch gut eingebetteten intensiven Momente gut ab, sodass kein Risiko einer Überforderung bestehe.

### Kritiken
Die Auswertung von Filmkritiken bei Rotten Tomatoes weist mit 62 Prozent überwiegend positive Kritiken aus und stuft den Film als „Fresh“ ein.
Das Lexikon des internationalen Films vergibt zwei von fünf möglichen Sternen. Es bemängelt, dass es sich um einen „filmisch[en] Hybrid“ aus Thriller und Katastrophenfilm handele, „der die Motive beider Genres weder in Einklang bringen noch in ein konstruktives Missverhältnis setzen kann.“